# De Wieker Meule
De Wieker Meule is een windmolen aan de Dorpsstraat in de Wijk in de gemeente De Wolden in de Nederlandse provincie Drenthe.
Het is een achtkante stellingmolen daterend uit 1829.
De molen is bijna geheel met riet gedekt en heeft een gevlucht van 22,50 meter.
De molen is lange tijd (vanaf 1926) eigendom geweest van de Coöperatieve Landbouwbank en een gedeelte op de begane grond heeft destijds dienstgedaan als bankgebouwtje. Vanaf 1962 werd hij niet meer gebruikt en raakte in verval.
In 1980 heeft de molen een grondige restauratie ondergaan en is sinds 1996 eigendom van de Stichting Wieker Meule. In een ruimte op de begane grond zijn een Tourist Info-kantoor en de plaatselijke historische vereniging gevestigd.
De molenaars zijn E. de Jonge, H. Oosterveen en W. de Koning.
Zij zijn aanwezig op zaterdag van 13-18 uur dan is de molen ook te bezoeken

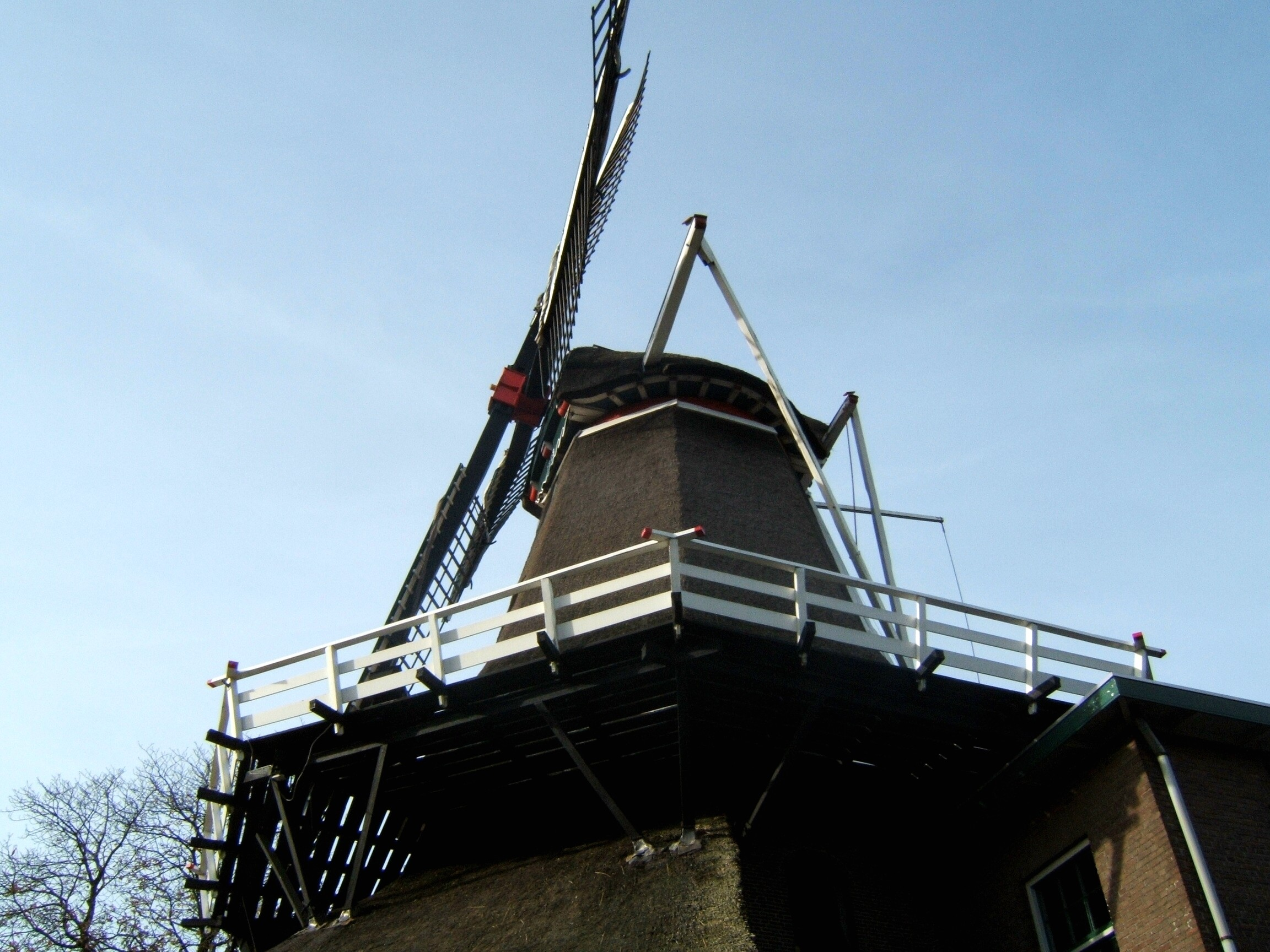
Wieker Meule
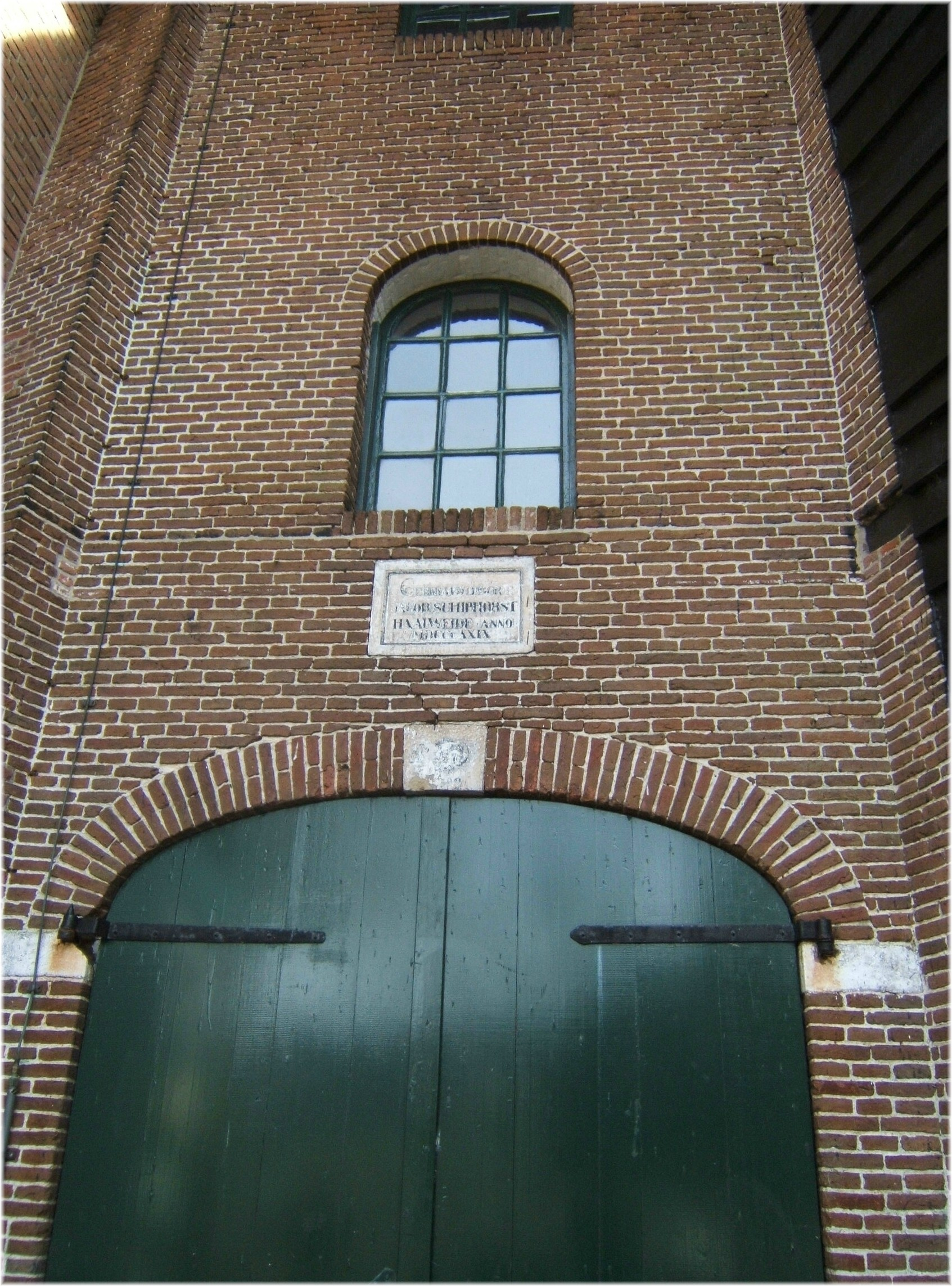
detail
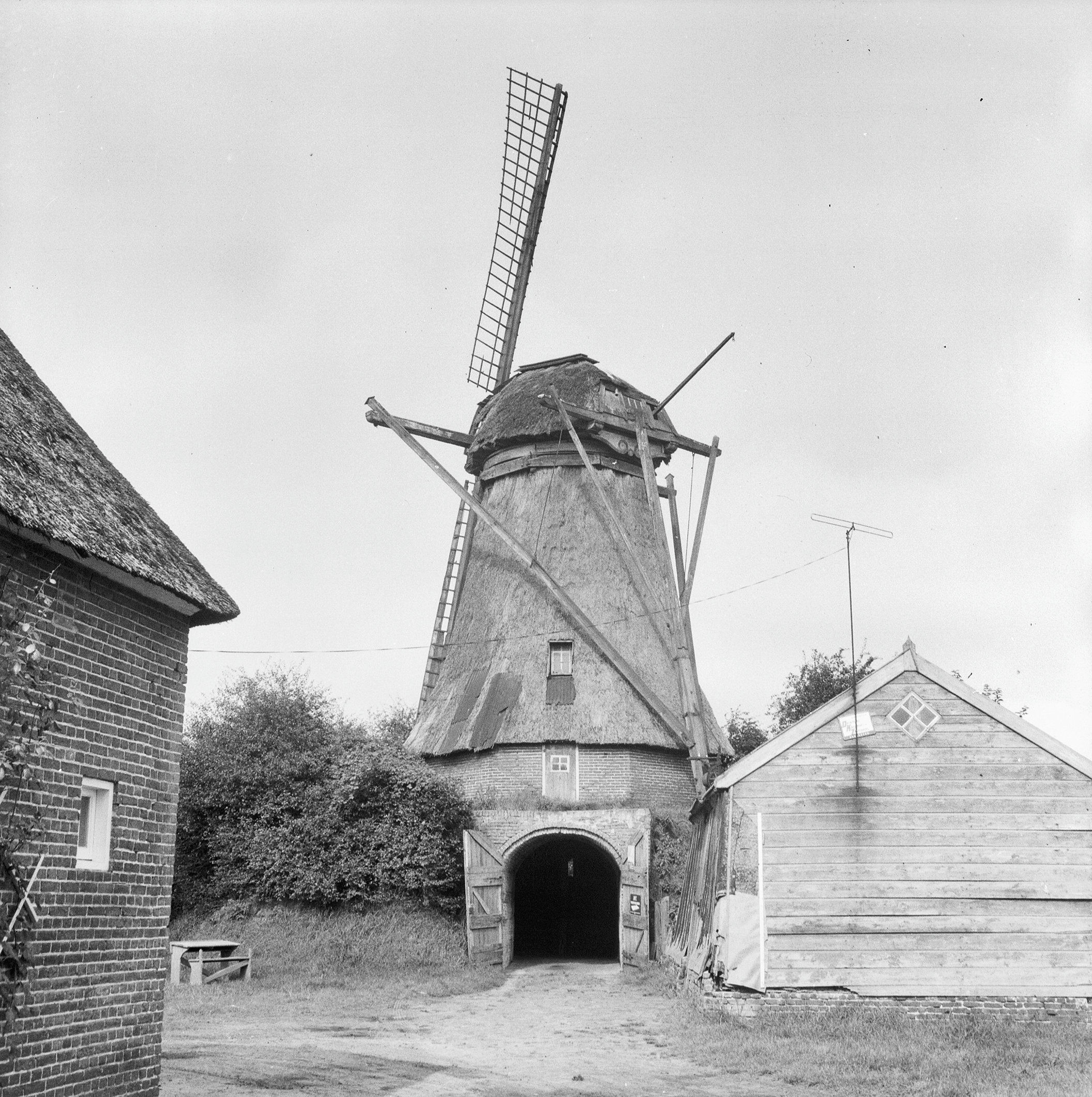
Oktober 1962